# الرحيات
الرحيات قرية سورية تتبع ناحية مركز الرقة في منطقة مركز الرقة في محافظة الرقة. بلغ عدد سكانها 1355 نسمة في عام 2004 حسب إحصاء المكتب المركزي للإحصاء.
الرحيات تقع القرية 15 كم إلى الشمال من مدينة الرقة على الضفة الغربية لنهر البليخ وهي ذات طبيعة خلابة وجو لطيف.
تمتد القرية على عدة تلال غربي نهر البليخ ويخترقها عدد من الوديان أكبرها ذلك الذي يقسمها إلى قسمين متساويين شمال وجنوبي.
يعتقد ان تسمية الرحيات جاءت من وجود حجر رحى كبير كان يستخدم لطحن الحبوب في العصور القديمة.
بلغ عدد سكان القرية ما يقارب 3500(إحصائيات 2010) نسمة ويعمل جميع سكان القرية تقريبا بالزراعة وتربية الأغنام مع وجود عدد قليل من الموظفين وعدد كبير من طلاب الجامعات والخريجين.
يحد القرية من الجنوب قرية البز وحميع سكانها من قرية الرحيات اصلا ومن الشرق نهر البليخ ومن الغرب مزرعة اليرموك ومن الشمال حميمات 
تحتوي القرية على عدد من التلال الأثرية وهي تل حسن، تل الهتر،الكوسة، وتل جروة التي تحتوي على آثار يعتقد انها تعود إلى مملكة توتول في العصور القديمة.
ويوجد على الطريق بين قرية الرحيات ومزرعة اليرموك بقايا لخان(فندق) يعتقد انه يعود إلى العصر الاموي.